# آن غري
آن غري (بالإنجليزية: Anne Grey)‏ هي ممثلة بريطانية (وحملت سابقاً جنسية المملكة المتحدة لبريطانيا العظمى وأيرلندا)، ولدت في 6 مارس 1907 في المملكة المتحدة، وتوفيت بنفس المكان في 3 أبريل 1987 بسبب مرض.

## أعمال

### أفلام
- (1933) سنة واحدة ثمينة

## وصلات خارجية
- آن غري على موقع IMDb (الإنجليزية)
- آن غري على موقع قاعدة بيانات الفيلم (الإنجليزية)